# Соловьёв, Виктор Фатеевич
Ви́ктор Фате́евич Соловьёв (1920—?) — советский шахтёр, Герой Социалистического Труда (1966), депутат Верховного Совета СССР 7-го созыва.

## Биография
Родился в 1920 году в семье крестьянина-середняка в Вознесенской волости Оханского уезда Пермской губернии РСФСР (ныне Верещагинский район Пермского края РФ). По окончании в 1937 году фабрично-заводского училища более трёх лет работал электромонтёром на экскаваторном заводе г. Пермь. В 1940 году был призван в ряды РККА. Участник Великой Отечественной войны, в 1945 году освобождал Южный Сахалин, где и остался после демобилизации. В 1946 году поступил работать на шахту «Долинская» (комбината «Сахалинуголь» Министерства угольной промышленности СССР): сначала горнорабочим, а затем — бригадиром горнорабочих очистного забоя. В 1954 году стал членом КПСС. В 1966 году был делегатом XXIII съезда КПСС. В мае того же года коллективы шахт «Долинская», «Южно-Сахалинская» комбината «Сахалинуголь» и совхоза «Комсомолец» Анивского района выдвинули Соловьёва кандидатом в депутаты для баллотировки по избирательному округу № 302 по выборам в Совет Союза Верховного Совета СССР (избран 12 июня 1966 года).
Указом Президиума Верховного Совета СССР от 29 июня 1966 года ему присвоено звание Героя Социалистического Труда с вручением ордена Ленина и золотой медали «Серп и Молот».
Избирался членом обкома КПСС, членом бюро цеховой парторганизации. Умер после 1985 года.

## Награды и звания
- Герой Социалистического Труда (29.06.1966)
- Орден Ленина (29.06.1966)
- Орден Трудового Красного Знамени (28.08.1954)
- Орден Октябрьской Революции (30.03.1971)
- Орден «Знак Почёта» (19.02.1974)
- Орден Отечественной войны 2-й степени (11.03.1985)
- медали, в том числе «За трудовое отличие» (29.08.1953)
- «Лучший забойщик Советского Союза»
- «Почётный шахтёр»
- кавалер знаков «Шахтёрская слава» II и III степеней[2]